# Тә
Тә – dwuznak cyrylicy wykorzystywany w zapisie języka abchaskiego. Oznacza dźwięk [tʼʷ], czyli labializowaną spółgłoskę zwartą ejektywną dziąsłową.

## Kodowanie
| Forma     | Wygląd | Części składowe | Części składowe |
| --------- | ------ | --------------- | --------------- |
| majuskuła | Тә     | U+0422 Т        | U+04D9 ә        |
| minuskuła | тә     | U+0442 т        | U+04D9 ә        |